# Saskia jako Flora
Saskia jako Flora (Kobieta w stroju pasterskim) – obraz olejny z 1634 roku autorstwa holenderskiego malarza Rembrandta.

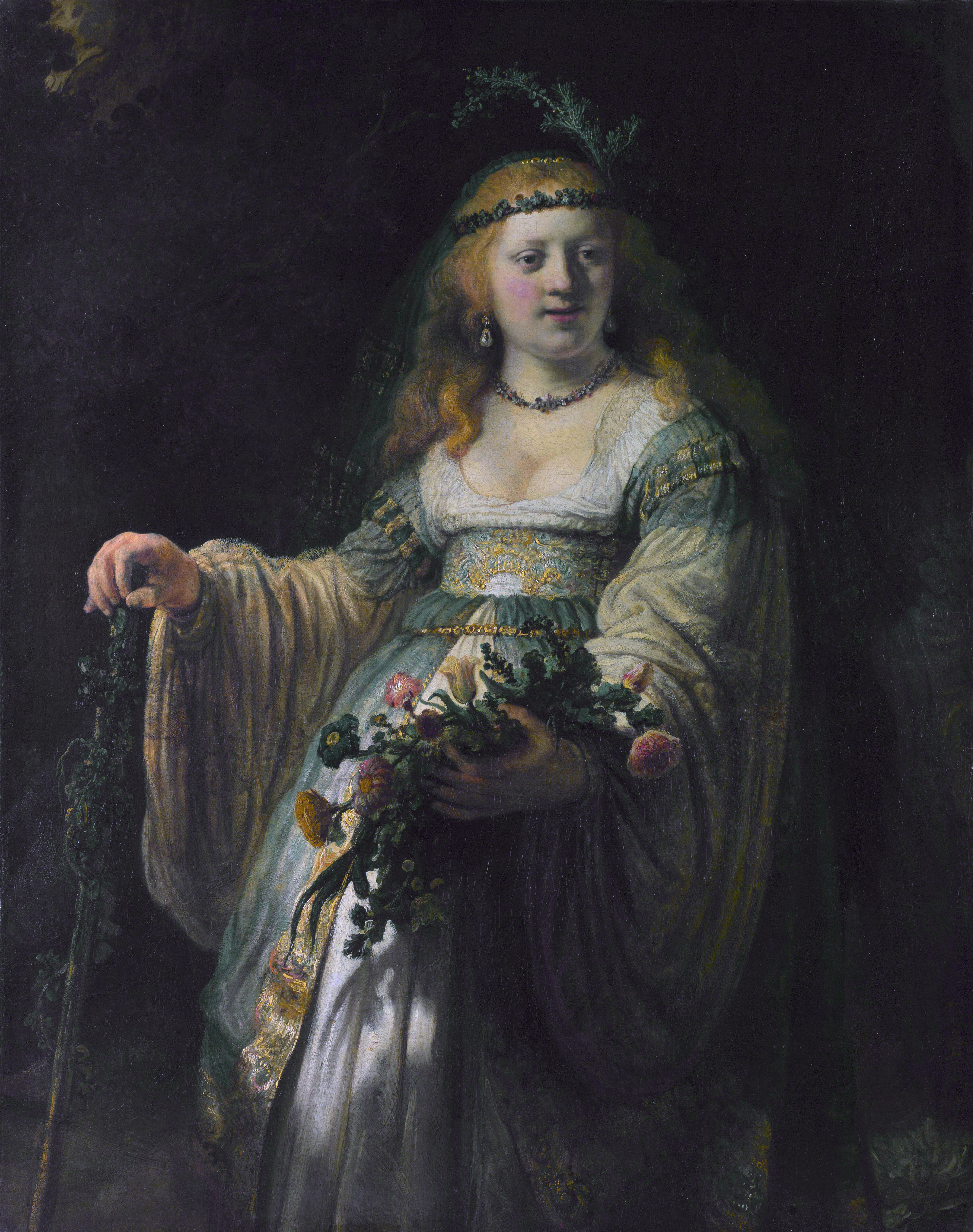
Flora, 1635, 123,5 × 97,5 cm, Londyn, National Gallery

## Geneza i opis obrazu
W 1634 roku Rembrandt ożenił się z Saskią, krewną swojego wspólnika i marszanda Hendricka van Uylenburgha. Zamiarom ożenku młodych sprzeciwiała się jej matka i dalsza rodzina, która należała do znaczących rodzin niderlandzkich. Posag wynosił pokaźną kwotę czterdziestu tysięcy guldenów. Dla Rembrandta, syna bogatego młynarza, ślub z dziewczyną z patrycjuszowskiej rodziny oznaczał awans społeczny. Młody malarz uwieczniał przyszłą małżonkę jeszcze przed ślubem. W 1633 roku namalował obraz pt. Saskia w welonie oraz szkic Saskii w kapeluszu z odręcznym podpisem „Portret mojej narzeczonej w wieku 21 lat, trzy dni po naszych zaręczynach (5 czerwca 1633 roku)”. Pod koniec 1634 roku, już po ślubie powstało dzieło Saskia jako Flora.
Rembrandt przedstawił swoją młodą żonę jako Florę – rzymską boginię wiosny. Na głowie dziewczyny namalował pełen szczegółów kwiatowy wianek, a w dłoni umieścił laskę oplecioną kwiatami. Poza dziewczyny i jej strój sugeruje, iż podczas pozowania była brzemienna. W 1635 roku urodziła syna, który żył zaledwie 2 miesiące. Stan błogosławieństwa jest prawdopodobnie przyczyną radości i czułości jaką Rembrandt uchwycił na twarzy dziewczyny.

## Historia obrazu
Obraz został zakupiony do Ermitażu w latach 1770–1774. W 1985 roku dzieło zostało uszkodzone przez niezrównoważonego człowieka, który oblał je kwasem. Prace konserwatorskie trwały bardzo długo, lecz nie udało się w pełni przywrócić mistrzowskiego laserunku, którym się wyróżniało.

## Flora – wersja londyńska
W 1635 roku Rembrandt jeszcze raz powrócił do motywu Flory, w którą ponownie wcieliła się jego żona. Prześwietlenie rentgenowskie wykazało, iż pierwotnym zamysłem malarza było namalowanie biblijnej Judyty z głową Holofernesa. Mistrz zrezygnował z tematu i namalował swoją żonę prawdopodobnie tuż przed narodzinami syna.